# Futbolista del año en Hong Kong
El premio al Futbolista del año en Hong Kong (chino tradicional:香|港|足|球|明|星|選|舉) es un galardón otorgado por la Asociación de Fútbol de Hong Kong en 1978, para los mejores jugadores de la primera división de Hong Kong. Además también se otorgan los premios al mejor joven, al mejor entrenador, al mejor extranjero y al jugador más famoso.

## Palmarés

### Futbolista del año
| Año  | Jugador                | Equipo           |
| ---- | ---------------------- | ---------------- |
| 1978 | Leung Nang Yan         | South China      |
| 1979 | Wu Kwok Hung           | Seiko            |
| 1980 | Wu Kwok Hung           | Seiko            |
| 1981 | Wu Kwok Hung           | Seiko            |
| 1982 | Wu Kwok Hung           | Seiko            |
| 1983 | Leung Sui Wing         | Happy Valley     |
| 1984 | Chan Wan Ngok          | Bulova           |
| 1985 | Lau Wing Yip           | Happy Valley     |
| 1986 | Leung Sui Wing         | Happy Valley     |
| 1987 | Ku Kam Fai             | South China      |
| 1988 | Chan Fat Chi           | South China      |
| 1989 | Chan Fat Chi           | South China      |
| 1990 | Leslie Santos          | South China      |
| 1991 | Leslie Santos          | South China      |
| 1992 | Chan Ping On           | South China      |
| 1993 | Lee Kin Wo             | Eastern          |
| 1994 | Lee Kin Wo             | Eastern          |
| 1995 | Tam Siu Wai            | Rangers          |
| 1996 | Cheng Siu Chung        | South China      |
| 1997 | Au Wai Lun             | South China      |
| 1998 | Dimitre Kalkanov       | Instant-Dict     |
| 1999 | Yau Kin Wai            | South China      |
| 2000 | Tomy Adriano Giacomeli | Happy Valley     |
| 2001 | Cristiano Cordeiro     | South China      |
| 2002 | Gary McKeown           | Sun Hei          |
| 2003 | Lee Kin Wo             | South China      |
| 2004 | Fan Chun Yip           | Happy Valley     |
| 2005 | Cristiano Cordeiro     | Xiangxue Sun Hei |
| 2006 | Au Wai Lun             | South China      |
| 2007 | Li Haiqiang            | South China      |
| 2008 | Li Haiqiang            | South China      |
| 2009 | Lee Wai Lim            | Tai Po FC        |
| 2010 | Chan Siu Ki            | South China      |
| 2011 | Roberto Losada         | Kitchee SC       |
| 2012 | Lo Kwan Yee            | Kitchee SC       |
| 2013 | Huang Yang             | Kitchee SC       |
| 2014 | Fernando Recio         | Kitchee SC       |

### Mejor Futbolista Joven
| Año  | País                 | Nombre               | Nombre Chino | Equipo        |
| ---- | -------------------- | -------------------- | ------------ | ------------- |
| 1984 | Bandera de Hong Kong | Chan Shu Ming        | 陳樹明       | Tung Sing     |
| 1985 | Bandera de Hong Kong | Chan Chi Yin         | 陳志賢       | Eastern       |
| 1986 | Bandera de Hong Kong | Chan Kwok Fai        | 陳國輝       | Sea Bee       |
| 1986 | Bandera de Hong Kong | Chan Chi Kwong       | 陳志光       | Tsuen Wan     |
| 1987 | Bandera de Hong Kong | Lee Kin Wo           | 李健和       | Eastern       |
| 1987 | Bandera de Hong Kong | Lee Fuk Wing         | 李福榮       | Sea Bee       |
| 1988 | Bandera de Hong Kong | Leslie George Santos | 山度士       | South China   |
| 1988 | Bandera de Hong Kong | Chiu Chung Man       | 招重文       | May Ching     |
| 1989 | Bandera de Hong Kong | Chiu Chung Man       | 招重文       | South China   |
| 1989 | Bandera de Hong Kong | Choi Chi Ping        | 蔡芝平       | Sing Tao      |
| 1990 | Bandera de Hong Kong | Tam Siu Wai          | 譚兆偉       | Eastern       |
| 1990 | Bandera de Hong Kong | Ng Kam Hung          | 吳鑑鴻       | Happy Valley  |
| 1991 | Bandera de Hong Kong | Tam Siu Wai          | 譚兆偉       | Eastern       |
| 1991 | Bandera de Hong Kong | Wong Chi Keung       | 黃志強       | Kui Tan       |
| 1992 | Bandera de Hong Kong | Tam Siu Wai          | 譚兆偉       | Eastern       |
| 1992 | Bandera de Hong Kong | Yau Kin Wai          | 丘建威       | Rangers       |
| 1993 | Bandera de Hong Kong | Chung Ho Yin         | 鍾皓賢       | Eastern       |
| 1993 | Bandera de Hong Kong | Lo Kai Wah           | 羅繼華       | Eastern       |
| 1994 | Bandera de Hong Kong | Yau Kin Wai          | 丘建威       | Kitchee       |
| 1994 | Bandera de Hong Kong | Yeung Hei Chi        | 楊熙智       | Kitchee       |
| 1995 | Bandera de Hong Kong | Ng Chun Chung        | 吳圳聰       | Frankwell     |
| 1995 | Bandera de Hong Kong | Kwok Yue Hung        | 郭裕鴻       | Happy Valley  |
| 1996 | Bandera de Hong Kong | Chan Chi Hong        | 陳志康       | South China   |
| 1996 | Bandera de Hong Kong | Wai Kwan Lung        | 韋君龍       | Sing Tao      |
| 1997 | Bandera de Hong Kong | Wai Kwan Lung        | 韋君龍       | Sing Tao      |
| 1997 | Bandera de Hong Kong | Yui Hok Man          | 姚學文       | Rangers       |
| 1998 | Bandera de Hong Kong | Leung Chi Wing       | 梁志榮       | Rangers       |
| 1998 | Bandera de Hong Kong | Kwok Man Tik         | 郭文迪       | Happy Valley  |
| 1999 | Bandera de Hong Kong | Poon Yiu Cheuk       | 潘耀焯       | Happy Valley  |
| 1999 | Bandera de Hong Kong | Chan Ka Ki           | 陳家麒       | Yee Hope      |
| 2000 | Bandera de Hong Kong | Chan Ka Ki           | 陳家麒       | Yee Hope      |
| 2000 | Bandera de Hong Kong | Kwok Man Tik         | 郭文迪       | Happy Valley  |
| 2001 | Bandera de Hong Kong | Ng Wai Chiu          | 吳偉超       | Instant-Dict  |
| 2001 | Bandera de Hong Kong | Chan Ho Man          | 陳豪文       | Yee Hope      |
| 2002 | Bandera de Hong Kong | Chan Ho Man          | 陳豪文       | Yee Hope      |
| 2002 | Bandera de Hong Kong | Goldbert Chi Chiu    | 高志超       | Buler Rangers |
| 2003 | Bandera de Hong Kong | Goldbert Chi Chiu    | 高志超       | Buler Rangers |
| 2004 | Bandera de Hong Kong | Chan Siu Ki          | 陳肇麒       | Kitchee       |
| 2004 | Bandera de Hong Kong | Sham Kwok Keung      | 沈國強       | Happy Valley  |
| 2005 | Bandera de Hong Kong | Chan Siu Ki          | 陳肇麒       | Kitchee       |
| 2005 | Bandera de Hong Kong | Tse Tak Him          | 謝德謙       | Citizen       |
| 2006 | Bandera de Hong Kong | Cheung Kin Fung      | 張健峰       | Kitchee       |
| 2006 | Bandera de Hong Kong | Tse Tak Him          | 謝德謙       | Citizen       |
| 2007 | Bandera de Hong Kong | Leung Chun Pong      | 梁振邦       | Citizen       |
| 2007 | Bandera de Hong Kong | Chan Siu Ki          | 陳肇麒       | Kitchee       |
| 2008 | Bandera de Hong Kong | Lo Chun Kit          | 盧俊傑       | Eastern       |
| 2008 | Bandera de Hong Kong | Kwok Kin Pong        | 郭建邦       | South China   |

### Mejor entrenador
| Año  | País                 | Nombre         | Nombre Chino | Equipo       |
| ---- | -------------------- | -------------- | ------------ | ------------ |
| 1999 | Bandera de Hong Kong | Wong Yiu Shun  | 黃耀信       | Yee Hope     |
| 2000 | Bandera de Brasil    | Casemiro Mior  | 米路         | South China  |
| 2001 | Bandera de Hong Kong | Kwok Ka Ming   | 郭家明       | Instant-Dict |
| 2002 | Bandera de Brasil    | Casemiro Mior  | 米路         | South China  |
| 2003 | Bandera de Malasia   | Koo Luem Khen  | 古廉權       | Sun Hei      |
| 2004 | Bandera de Hong Kong | Chan Hung Ping | 陳鴻平       | Happy Valley |
| 2005 | Bandera de Malasia   | Koo Luem Khen  | 古廉權       | Sun Hei      |
| 2006 | Bandera de Serbia    | Dejan Antonić  | 狄恩         | Kitchee      |
| 2007 | Bandera de Brasil    | Casemiro Mior  | 米路         | South China  |
| 2008 | Bandera de Hong Kong | Liu Chun Fai   | 廖俊輝       | Citizen      |

### Jugador más famoso
| Año  | País                 | Nombre                        | Nombre Chino | Equipo           |
| ---- | -------------------- | ----------------------------- | ------------ | ---------------- |
| 2004 | Bandera de Hong Kong | Fan Chun Yip                  | 范俊業       | Happy Valley     |
| 2005 | Bandera de Hong Kong | Fan Chun Yip                  | 范俊業       | Happy Valley     |
| 2006 | Bandera de Hong Kong | Au Wai Lun                    | 歐偉倫       | South China      |
| 2007 | Bandera de Hong Kong | Cristiano Preigchadt Cordeiro | 高尼路       | Xiangxue Sun Hei |
| 2008 | Bandera de Hong Kong | Lee Chi Ho                    | 李志豪       | South China      |

### Mejor jugador extranjero
| Año  | País                                  | Nombre       | Nombre Chino | Equipo      |
| ---- | ------------------------------------- | ------------ | ------------ | ----------- |
| 1992 | Bandera de Inglaterra                 | Ian Hesford  | 希福特       | Eastern     |
| 1993 | Bandera de Yugoslavia                 | Anto Grabo   | 基保         | South China |
| 1994 | Bandera de Inglaterra                 | Dale Tempest | 譚拔士       | Eastern     |
| 1995 | Bandera de la República Popular China | Wu Qunli     | 吳群立       | South China |

- Datos: Q13631421